# Нягое, Николае
Николае Нягое (рум. Nicolae Neagoe; 2 августа 1941, Синая, Prahova County — 29 апреля 2023) — румынский бобслеист, разгоняющий, выступавший за сборную Румынии в конце 1960-х годов. Бронзовый призёр зимних Олимпийских игр в Гренобле, чемпион Европы.

## Биография
Родился 2 августа 1941 года в городе Синая, область Валахия. С ранних лет увлёкся спортом, позже заинтересовался бобслеем и прошёл отбор в национальную сборную Румынии, присоединившись к ней в качестве разгоняющего. Сразу стал показывать неплохие результаты, выиграл в четвёрках чемпионат Европы 1967 года в австрийском Игльсе, спустя год взял серебро на европейском первенстве в швейцарском Санкт-Морице.
Благодаря череде удачных выступлений удостоился права защищать честь страны на Олимпийских играх 1968 года в Гренобле, где, находясь в составе двухместного экипажа, куда также вошёл пилот Ион Панцуру, завоевал комплект бронзовых медалей, которые по сей день остаются единственными у Румынии на зимних Олимпиадах. Кроме того, их команда боролась здесь за место на подиуме в программе четырёхместных экипажей, но по итогам всех заездов оказалась на четвёртой позиции, уступив идущим третьими швейцарцам всего лишь десять сотых секунды.
В 1969 году пополнил медальную коллекцию ещё одним серебром европейского достоинства, приехав вторым на состязаниях в итальянской Червинии. Последней международной наградой для него стала бронза с чемпионата Европы 1970 года в Кортина-д’Ампеццо. Конкуренция в сборной сильно возросла, поэтому вскоре Нягое принял решение завершить карьеру профессионального спортсмена, уступив место молодым румынским бобслеистам.
Умер 29 апреля 2023 года в возрасте 81 лет.